# Ancien canal de Beauharnois

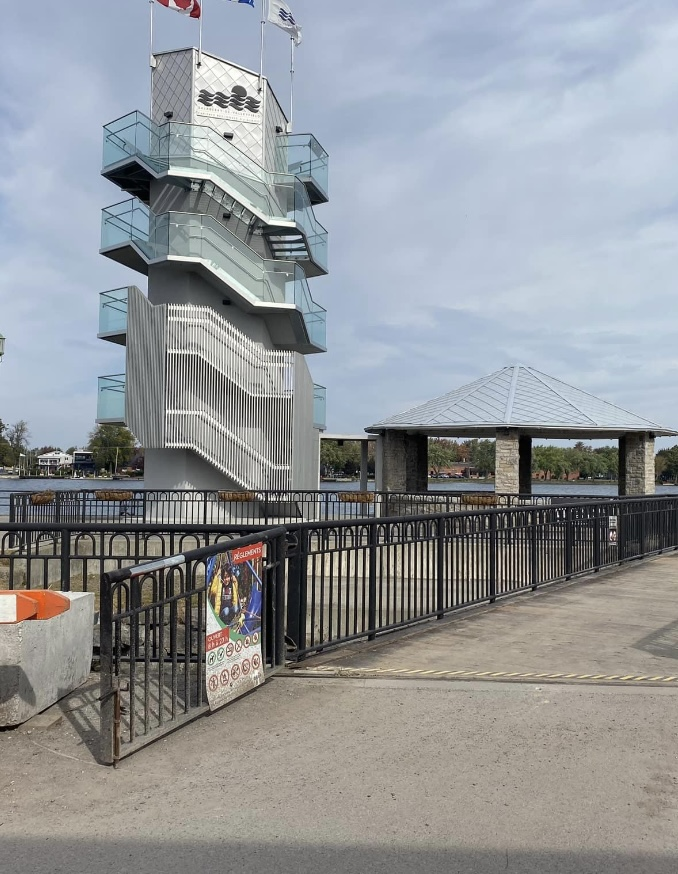
tour des régates à l’entrée du vieux canal.

L'ancien canal de Beauharnois est un canal situé à Salaberry-de-Valleyfield, dans la province canadienne de Québec. 
Ce bien est classé site patrimonial.

## Histoire
L'ancien canal de Beauharnois est l'un des premiers grands ouvrages d'ingénierie au Québec et au Canada. La réflexion de construire un nouveau entre Lachine et Cornwall a débuté par le gouvernement du Bas-Canada en 1833. Il faudra attendre 1842 pour que soit prise la décision de construire un canal sur la rive Sud. Cette décision est prise par Samuel Keefer (1811-1890), ingénieur en chef du bureau des Travaux publics du Canada-Uni.
La construction du canal débute en juillet 1842. Les travaux sont exécutés selon les plans de Frederick Preston Rubidge (1806-1897), ingénieur et architecte du bureau des Travaux publics. Pour réaliser les travaux on embauche 2 500 immigrants irlandais. Au printemps 1843, insatisfaits de leurs conditions de travail, ils fomentent une grève. Le 12 juin, une manifestation est réprimée par l'armée, on compte 18 morts et quelques dizaines de blessés. Il s'agirait de l'un des premiers conflits ouvriers au Canada. Les travaux reprennent à la fin de juin sous la surveillance de 300 militaires.
Le canal est ouvert à la navigation en 1845. Il avait une longueur de 18 km entre Saint-Clément-de-Beauharnois et Valleyfield et permettait de remonter le fleuve Saint-Laurent d'une hauteur de 24,8 m grâce à l'aide de neuf écluses. Dix aqueducs, dont celui de la rivière Saint-Pierre, permettent aux eaux des rivières et fossés de s'écouler sous le canal vers le Saint-Laurent.
La capacité du canal (nombre et tonnage des navires) s'avère rapidement insuffisante. En 1891, le gouvernement fédéral décide de construire le canal de Soulanges, sur la rive Nord, dans le but de remplacer l'ancien canal. Ce dernier est ouvert en 1899, reléguant celui de Beauharnois à un rôle secondaire. Il est fermé à la navigation en 1907.
La portion ouest du canal est louée à la Canadian Light and Power, qui transforme l'ancienne voie navigable en canal d’amenée entre 1906 et 1911 pour une centrale hydroélectrique à Saint-Timothée. La centrale est achetée en 1948 et est fermée en 1951. Un nouveau canal de Beauharnois est creusé à partir de 1929. Ce nouveau canal permet le détournement de 80% du débit du fleuve Saint-Laurent vers la centrale de Beauharnois. En 1959, il intégré à la voie maritime du Saint-Laurent et aménagé pour permettre la circulation des navires.
Durant les années 1960, l'ensemble de l'ancien canal de Beauharnois est remblayé, à l'exception de trois sections à Salaberry-de-Valleyfield. Il ne reste comme vestiges que l'entrée supérieure du canal, la forme de l'entrée inférieure et l'aqueduc de la Rivière-Saint-Pierre, le seul ouvrage civil du canal encore intact.